# Вардан Ахпатеци
Вардан Ахпатеци (арм. Վարդան Հաղբատեցի) — армянский церковный деятель, богослов и педагог XII века.

## Биография
Был членом монашеского ордена монастыря Ахпат. В 1160—1170-х годах прошёл обучение у известных вардапетов Киликийской Армении, в том числе у Нерсеса Шнорали. По его просьбе Шнорали написал толкование к «Панегирику богоприимному Святому кресту» Давида Анахта, которое Вардан позже дополнил. В 1170 году участвовал в церковном соборе в Ромкле касательно унии Армянских и Византийских церквей, где представлял вардапетов Ахпатского и Санаинского монастырей: был сторонником сохранения автокефалии Армянской церкви и воспрепятствовал унии. После смерти Нерсеса Шнорали в 1173 году вернулся в Ахпат. Церковную деятельность вёл в основном в Северо-Восточной Армении, способствовал укреплению связей между культурными центрами Восточной Армении и Киликийского царства. Особенно прославился своей педагогической деятельностью, современники называли его «отцом святых» и «гордостью христиан». Из его учеников наибольшую известность получил Давид Кобайреци. Умер в Ахпате, между 1191 и 1195 годами.

## Сочинения
Перу Вардана Ахпатеци принадлежат несколько толкований трудов Григория Назианзина, Григория Нисского и Давида Анахта, которые в начале XIII века вошли в сборник «Книга причин» Григора Абасяна. Как и другие армянские мыслители, занимался исследованием «тёмных» страниц биографии Давида Анахта.